# El acoso
El acoso (Shattered en inglés) es una novela de suspense escrita en 1973 por Dean Koontz y publicada por Random House bajo el pseudónimo de K. R. Dwyer. En 1985 se volvió a publicar, esta vez bajo la autoría de Dean R. Koontz.

## Resumen
Alex Doyle se dispone a iniciar una nueva vida con su nueva mujer Courtney, quien le espera en San Francisco. Para ello emprende un largo viaje junto a Colin, el hermano pequeño (de 11 años) de esta desde Filadelfia, pero lo que se suponía ser un agradable viaje a lo largo del país termina por convertirse en una pesadilla cuando un psicópata al volante de un camión de mudanzas les pisa los talones sin razón aparente.